# Шерман, Чейз
Чейз Ше́рман (англ. Chase Sherman; род. 16 ноября 1989, Дибервилл) — американский боец смешанного стиля, представитель тяжёлой весовой категории. Выступает на профессиональном уровне начиная с 2014 года, известен по участию в турнирах бойцовской организации UFC.

## Биография
Чейз Шерман родился 16 ноября 1989 года в городе Дибервилле, штат Миссисипи. Ещё во время учёбы в старшей школе довольно успешно играл в футбол, затем продолжил карьеру футболиста в университете, в частности в 2010 году участвовал во втором дивизионе национального чемпионата Национальной ассоциации студенческого спорта. В университете получил степень бакалавра в области спортивного менеджмента и физической культуры.
После ухода из университетской футбольной команды занялся единоборствами, чтобы поддерживать себя в форме. Проходил подготовку под руководством известного американского кикбоксера Дюка Руфуса и получил от него пурпурный пояс. Также удостоился синего пояса по бразильскому джиу-джитсу. Тренировался в ММА-клубе Алана Белчера, затем посещал зал Jackson-Wink MMA.

### Начало профессиональной карьеры
Карьеру в единоборствах начинал как любитель, одержав четыре победы и не потерпев при этом ни одного поражения. Дебютировал в ММА на профессиональном уровне в январе 2014 года, выиграв у своего соперника техническим нокаутом в первом же раунде. Первое время дрался в небольших американских промоушенах, таких как V3 Fights, Atlas Fights, Island Fights, FFI и др. Первое поражение потерпел в декабре того же года, техническим нокаутом от Алекса Николсона. В дальнейшем продолжил участвовать в боях и побеждать, причём абсолютно все его поединки заканчивались досрочно в первых раундах. Провёл один бой в крупном промоушене Titan Fighting Championships.

### Ultimate Fighting Championship
Имея в послужном списке девять побед и только одно поражение, Шерман привлёк к себе внимание крупнейшей бойцовской организации мира Ultimate Fighting Championship и в 2016 году подписал с ней эксклюзивный контракт. В дебютном поединке в октагоне встретился с непобеждённым новичком организации Джастином Ледетом и уступил ему единогласным решением судей.
В начале 2017 года вышел в клетку против Уолта Харриса и вновь проиграл, на сей раз нокаутом во втором раунде.
Планировался бой Шермана против представителя Украины Дмитрия Побережца, однако при неясных обстоятельствах тот был снят с турнира и заменён другим новичком UFC Рашадом Коултером — в итоге Шерман нокаутировал его ударом локтя во втором раунде. Их схватка получилась довольно-таки зрелищной, и оба бойца заработали бонус за лучший бой вечера. Шерману оставался ещё один бой по контракту, но он не стал его дожидаться и подписал с организацией новый контракт, ещё на четыре боя.
Следующим его соперником стал поляк Дамиан Грабовский, Шерману на коротком уведомлении пришлось заменить выбывшего Кристиана Коломбо — поединок с Грабовским продлился всё отведённое время, и судьи единогласно отдали победу Шерману.
В ноябре 2017 года встретился с россиянином Шамилем Абдурахимовым и уже на второй минуте первого раунда оказался в нокауте.

## Статистика в профессиональном ММА
| Боёв 26  | Побед 16 | Поражений 10 |
| -------- | -------- | ------------ |
| Нокаутом | 15       | 4            |
| Сдачей   | 0        | 2            |
| Решением | 1        | 4            |

| Результат | Рекорд | Соперник           | Способ                    | Турнир                                 | Дата             | Раунд | Время | Место                  | Примечание            |
| --------- | ------ | ------------------ | ------------------------- | -------------------------------------- | ---------------- | ----- | ----- | ---------------------- | --------------------- |
| Победа    | 16-10  | Джарэд Вандераа    | TKO (удары)               | UFC on ESPN: Дус Анжус vs. Физиев      | 9 июля 2022      | 3     | 3:10  | Лас-Вегас, США         | «Выступление вечера». |
| Поражение | 15-10  | Александр Романов  | Сдача (ключ на руку)      | UFC on ESPN: Фонт vs. Вера             | 30 апреля 2022   | 1     | 2:11  | Лас-Вегас, Невада, США |                       |
| Поражение | 15–9   | Джейк Коллье       | Сдача (удушение со спины) | UFC on ESPN: Kattar vs. Chikadze       | 15 января 2022   | 1     | 2:26  | Лас-Вегас, Невада, США |                       |
| Поражение | 15–8   | Паркер Портер      | Единогласное решение      | UFC on ESPN: Cannonier vs. Gastelum    | 21 августа 2021  | 3     | 5:00  | Лас-Вегас, Невада, США |                       |
| Поражение | 15-7   | Андрей Орловский   | Единогласное решение      | UFC on ESPN: Whittaker vs. Gastelum    | 17 апреля 2021   | 3     | 5:00  | Лас-Вегас, США         |                       |
| Победа    | 15-6   | Айзек Вильянуэва   | TKO (удары)               | UFC Fight Night: Smith vs. Teixeira    | 13 мая 2020      | 2     | 0:49  | Джэксонвилл, США       |                       |
| Победа    | 14-6   | Рашон Джексон      | TKO (удары)               | Island Fights 56                       | 9 мая 2019       | 1     | 0:59  | Ориндж-Бич, США        |                       |
| Победа    | 13-6   | Джереми Мэй        | TKO (удары руками)        | Island Fights 52                       | 7 февраля 2019   | 1     | 3:18  | Пенсакола, США         |                       |
| Победа    | 12-6   | Фрэнк Тейт         | TKO (удары руками)        | Island Fights 51                       | 21 декабря 2018  | 1     | 4:05  | Пенсакола, США         |                       |
| Поражение | 11-6   | Аугусто Сакаи      | TKO (удары руками)        | UFC Fight Night: Santos vs. Anders     | 22 сентября 2018 | 3     | 4:03  | Сан-Паулу, Бразилия    |                       |
| Поражение | 11-5   | Джастин Уиллис     | Единогласное решение      | UFC Fight Night: Barboza vs. Lee       | 21 апреля 2018   | 3     | 5:00  | Атлантик-Сити, США     |                       |
| Поражение | 11-4   | Шамиль Абдурахимов | KO (удар рукой)           | UFC Fight Night: Bisping vs. Gastelum  | 25 ноября 2017   | 1     | 1:24  | Шанхай, Китай          |                       |
| Победа    | 11-3   | Дамиан Грабовский  | Единогласное решение      | UFC on Fox: Weidman vs. Gastelum       | 22 июля 2017     | 3     | 5:00  | Юниондейл, США         |                       |
| Победа    | 10-3   | Рашад Коултер      | KO (удар локтем)          | UFC 211                                | 13 мая 2017      | 2     | 3:36  | Даллас, США            | Бой вечера.           |
| Поражение | 9-3    | Уолт Харрис        | KO (удары)                | UFC Fight Night: Rodríguez vs. Penn    | 15 января 2017   | 2     | 2:41  | Финикс, США            |                       |
| Поражение | 9-2    | Джастин Ледет      | Единогласное решение      | UFC Fight Night: Rodríguez vs. Caceres | 6 августа 2016   | 3     | 5:00  | Солт-Лейк-Сити, США    |                       |
| Победа    | 9-1    | Джек Мэй           | TKO (травма ноги)         | Titan FC 38                            | 30 апреля 2016   | 1     | 0:56  | Майами, США            |                       |
| Победа    | 8-1    | Сэмми Коллингвуд   | KO (удары руками)         | Island Fights 37                       | 11 марта 2016    | 1     | 1:03  | Пенсакола, США         |                       |
| Победа    | 7-1    | Расс Джонсон       | KO (удар рукой)           | FFI: Blood and Sand 17                 | 27 июня 2015     | 1     | 1:40  | Билокси, США           |                       |
| Победа    | 6-1    | Бред Джонсон       | TKO (удары руками)        | FFI: Blood and Sand 16                 | 14 марта 2015    | 1     | 1:00  | Билокси, США           |                       |
| Поражение | 5-1    | Алекс Николсон     | TKO (удары руками)        | Island Fights 31                       | 5 декабря 2014   | 1     | N/A   | Пенсакола, США         |                       |
| Победа    | 5-0    | Уэс Литтл          | TKO (удары руками)        | FFI: Blood and Sand 15                 | 1 ноября 2014    | 1     | 4:00  | Билокси, США           |                       |
| Победа    | 4-0    | Алекс Розман       | TKO (удар ногой)          | Island Fights 30                       | 1 ноября 2014    | 1     | N/A   | Пенсакола, США         |                       |
| Победа    | 3-0    | Джастин Торнтон    | TKO (удары руками)        | Island Fights 28                       | 9 мая 2014       | 1     | 1:01  | Пенсакола, США         |                       |
| Победа    | 2-0    | Крис Дженсен       | TKO (удары руками)        | Atlas Fights: Battle on Mobile Bay     | 12 апреля 2014   | 1     | 0:11  | Мобил, США             |                       |
| Победа    | 1-0    | Брэкстон Смит      | TKO (удары руками)        | V3 Fights: Johnson vs. Johnson         | 18 января 2014   | 1     | 2:08  | Мемфис, США            |                       |